# 泰晤士街

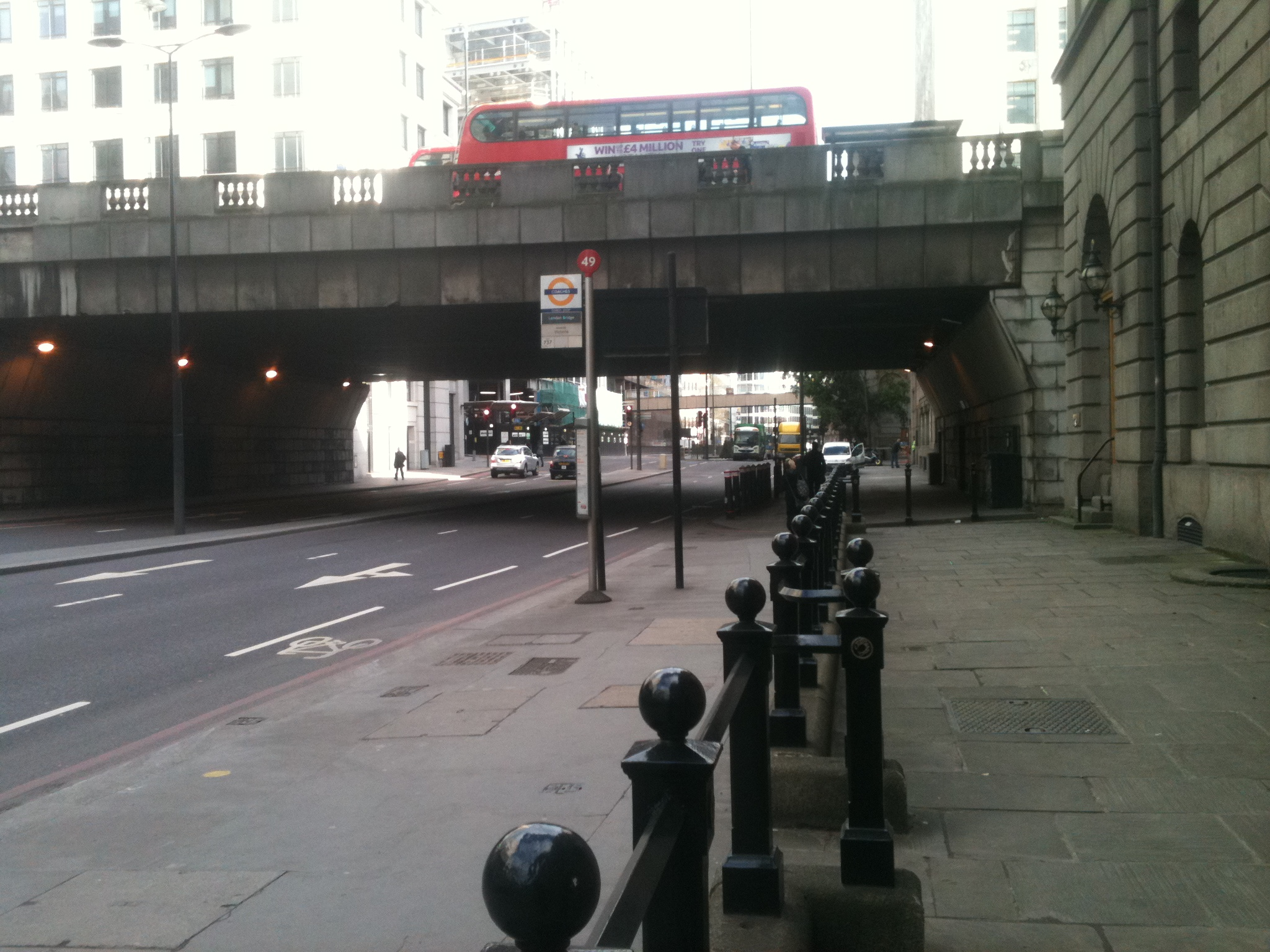

泰晤士街（Thames Street）是位於倫敦市中心的倫敦市的一條街道，分為上泰晤士街和下泰晤士街兩個部分。雖然泰晤士街歷史悠久，但沿街古蹟不多，多是商務樓。在2012年倫敦奧運會和倫敦殘奧會時，泰晤士街是馬拉松比賽的賽道構成部分之一。